# Nicolasito Pertusato

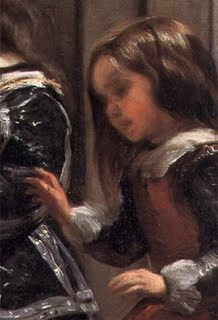
Detalle del lienzo Las Meninas de Velázquez en el que se puede observar a Nicolasito Pertusato.

Nicola Pertusato, también conocido como Nicolás Pertusato y Nicolasito Pertusato (Alessandria, c. 1635 - Madrid, 21 de junio de 1710), fue un enano de corte italiano al servicio de la corte española durante los reinados de Felipe IV y Carlos II.

## Biografía
Procedente de la familia noble de Italia. Su nombre, como el de muchos extranjeros, lo transcribían imprecisamente los amanuenses de palacio, y con el tiempo muchos investigadores dividieron su personalidad en dos, de modo que Nicolás de Pertusato resultaba el ayuda de y Nicolás Portosato el enano; no obstante, se puede asegurar que se trata de un solo individuo y este es el retratado por Velázquez en Las Meninas. En este famoso cuadro, podemos ver como el pintor subraya los rasgos diferenciales entre el enanismo hipofisario o enanismo armónico de Nicolás Pertusato y los del enanismo acondroplásico de Mari Bárbola, que aparece a su lado en la pintura.
Ingresó en palacio en 1650, teniendo en la reina Mariana de Austria a su principal valedora. Su expediente como enano finaliza en 1660. Ya a partir de 1664 se puede observar cómo los escritores dudan en llamarle Nicolasito o Don Nicolás, y por esa fecha es cuando el rey le agrega otra merced a las dos que ya tenía, merced de enfermería y nueva ración como criado de la Cámara. 
En 1675 Carlos II le asciende a ayuda de cámara como merced particular. 
Aparte de esto, en la biografía de Nicolasito lo más interesante es que murió aproximadamente a los 75 años sin herederos forzosos, dejando sus bienes a Paula de Esquivias, la cual otorgó poder judicial a favor de Jorge de Esquivias, cura de la parroquia de San Nicolás (cercana a Palacio), que probablemente sería su hermano. Pertusato otorgó su testamento en el año 1703 ante Sebastián Navarro, escribano de su majestad y, como era cerrado, se abrió ante Manuel Riguero, teniente corregidor de Madrid, el 20 de junio de 1710. Por la cabeza del testamento se conoce su patria.
Es el protagonista de la novela de Eliacer Cansino El misterio Velázquez, ganadora del premio Lazarillo en 1997.

## Ver más
- https://blogs.iwu.edu/span408-mmunoz/files/2017/12/las-meninas-essay.pdf